# Затока щастя
«Затока щастя» (рос. «Залив счастья») — радянський фільм 1987 року режисера Володимира Лаптєва.

## Сюжет
Біографічний фільм про життя і діяльність адмірала Геннадія Невельського — вченого, дослідника, першопрохідника Далекого Сходу. Отримавши наказ доставити провіант з Кронштадта в Петропавловськ, він у 1849 році обігнув земну кулю на вітрильному судні «Байкал» і за власною ініціативою досліджував південне узбережжя Охотського моря, Сахалін і пониззя Амура.

## У ролях
- Сергій Сазонтьєв —  Невельськой
- Ірина Мазуркевич —  Невельська
- Олександр Романцов — М. М. Муравйов-Амурський
- Леонід Анісімов —  Орлов
- Володимир Осипчук —  Бошняк
- Ернст Романов —  Микола I
- Хейно Мандрі — Нессельроде
- Касим Джакібаєв —  Позвейн
- Олег Корчиков —  Кашоварів
- Рейн Коткас —  Девід Стюард
- Анжеліка Неволіна —  Ольга
- Ольга Агапова —  Саша
- Марина Фогелєва —  Маша

## Знімальна група
- Режисер — Володимир Лаптєв
- Сценарист — Марина Шептунова
- Оператор — Анатолій Лєсніков
- Художник — В'ячеслав Панфілов
- Композитор — Віктор Лебедєв